# Raoul de Manez
Raoul de Manez est un acteur belge né à Cambron-Casteau (Brugelette) en 1921 et mort à Bruxelles en juin 1987.

## Biographie
Après des études au Conservatoire d'art dramatique de Paris avec Béatrix Dussane et au cours Simon, il joue au théâtre Hébertot, au théâtre Pigalle, au théâtre de l'Œuvre, au théâtre des Champs-Élysées et à la Comédie-Française.
De retour en Belgique en 1951, il jouera essentiellement au théâtre royal du Parc, au théâtre royal des Galeries et au théâtre national de Belgique.
En 1954, il reçoit l'Ève du Théâtre pour ses rôles dans Richard II et Andromaque (Oreste) par la Compagnie des Galeries.
Il est inhumé au Cimetière de Bruxelles à Evere.

## Théâtre
- 1951 : Bataille de dames d'Ernest Legouvé et Eugène Scribe, mise en scène d'Hélène Lefèvre, théâtre royal du Parc
- 1951 : Les Quatre Fils Aymon de Maurice Béjart, au Cirque Royal : un meneur de jeu (voix off)
- 1984 : Le Misanthrope de Molière, mise en scène de Jacques Huisman, théâtre national de Belgique

## Filmographie
Cinéma
- 1956 : Le Circuit de minuit d'Ivan Govar : Collin
- 1956 : Le Toubib, médecin du gang d'Ivan Govar : le docteur Louis Krantz
- 1972 : Chronique d'une passion de Roland Verhavert : Clarence
- 1978 : La nuova colonia, captation de la pièce de Pirandello par Patrick Bureau : Currao
- 1983 : La Fuite en avant de Christian Zerbib : M. Venzel
- 1986 : Exil-exil de Luc Monheim : le juge Gérard

Télévision
- 1962 : La Volupté de l'honneur, téléfilm de Camille Mallarme et Luigi Pirandello
- 1970 : Les Galapiats (mini-série) : M. Grantier
- 1971 : Arsène Lupin, série télévisée : Maurice Leblanc
- 1973 : Incident à Vichy, téléfilm de Jean Nergal : Monceau